# Mano guidoniana

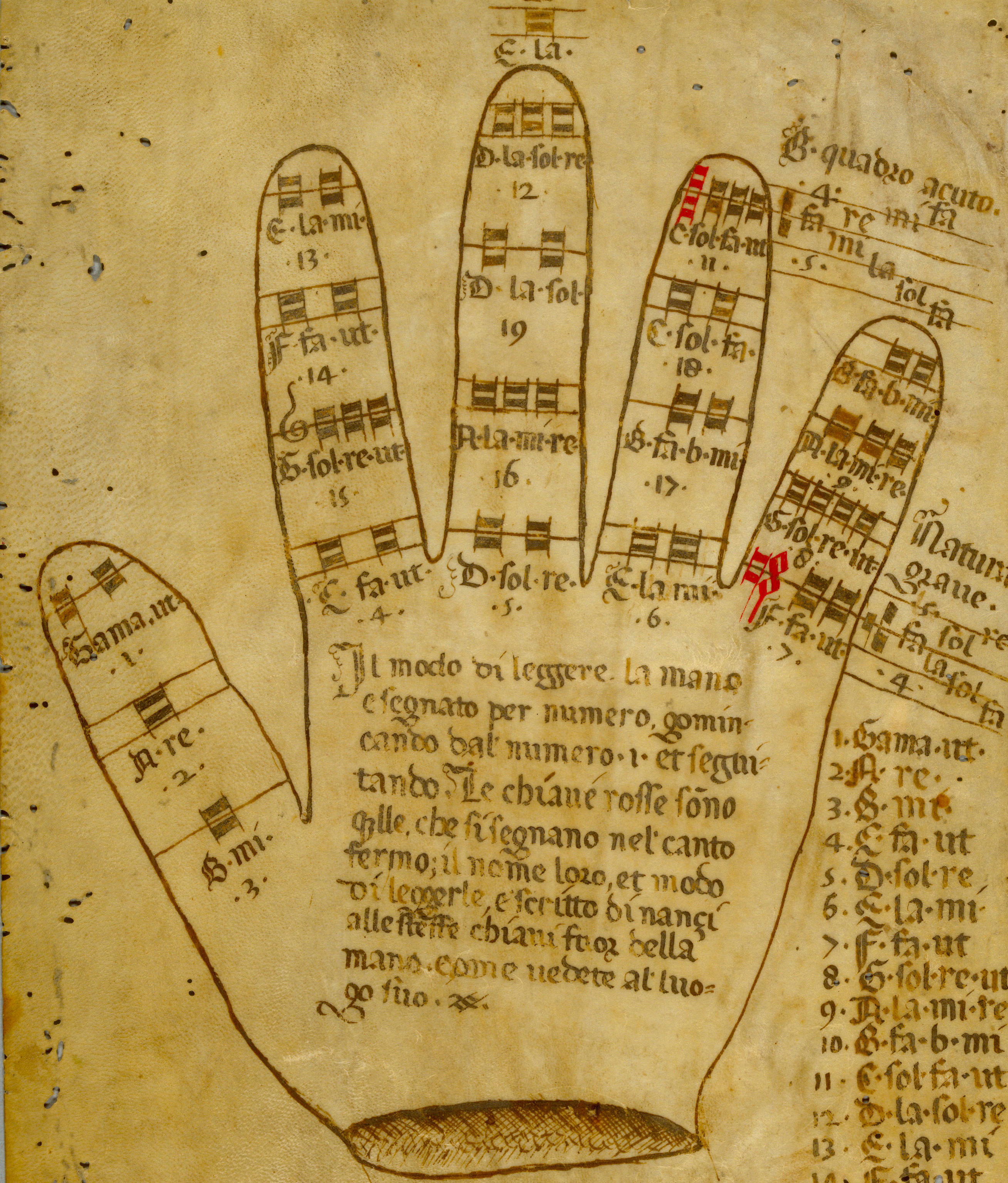
Mano guidoniana en un manuscrito medieval.

La mano guidoniana es un sistema mnemotécnico y su representación pictórica o escultórica, sobre una mano humana, que fue utilizado en la música medieval para ayudar a los cantantes a leer a primera vista. Algunas formas de este sistema pueden haber sido empleadas por Guido de Arezzo, músico medieval autor de varios tratados sobre teoría de la música: de aquí su nombre. 
La mano aparece en varios manuscritos antes de la época de Guido como herramienta para hallar los semitonos. Sigebrtus Gemblacensis (c. 1105) describió cómo Guido utilizaba las articulaciones de la mano para ayudar en el aprendizaje de su hexacordo. Por otro lado, la mano guidoniana aparece muy relacionada con las nuevas ideas de Guido sobre la enseñanza musical, incluyendo el uso de hexacordos y de la solmisación.
El concepto fundamental es que cada porción de la mano representa una nota específica dentro del hexacordo, con una tesitura cercana a las tres octavas desde «Γ» ut (o sea, «gamma ut», cuya contracción «gamut» puede referirse a la palma completa) hasta «E» la (en otras palabras, desde el sol inferior de la moderna clave de fa hasta el mi superior de la moderna clave de sol). Para enseñar el sistema, el maestro indica una serie de notas sobre la palma de la mano y el estudiante debe entonarlas en forma similar a los ademanes utilizados en conjunción con el solfeo.
Han existido una serie de variaciones en la posición de las notas sobre la mano: en el ejemplo de la figura las notas del gamut se sobreponen mentalmente sobre las articulaciones y yemas de los dedos de la mano izquierda. Así, «gamma ut» era la yema del pulgar, re en el interior del nudillo del pulgar, mi la articulación de la base del pulgar, etc.
El sistema permitía visualizar la posición de los semitonos y las posiciones del hexacordio, cuyas notas ut re mi fa sol la se tomaron del himno Ut queant laxis.